# Illes Ciclòpies
Les Illes Ciclòpies (en italià: Isole Ciclopi o bé isole dei Ciclop, faraglioni dei Ciclopi o d'Ací Trezza) són un petit arxipèlag de Sicília, a la Itàlia insular.
Les Illes Ciclòpies estan incloses a l'Àrea Marina protegida Illes Ciclòpies (Area Marina protetta Isole Ciclopi), en territori de la comunitat d'Aci Castello. L'arxipèlag consta de: 
- l'isola Lachea,
- il faraglione Grande,
- il faraglione Piccolo.

Té també altres quatre esculls disposats en forma d'arc.

## Topònim
El nom de l'arxipèlag prové de la llegenda que els vuit esculls de basalt que es troben davant d'Aci Trezza -llogaret al municipi d'Aci Castello- són les pedres llançades per Polifem contra Ulisses durant la seva fuga, com es narra en l'Odissea d'Homer.